# Darcis Chocolat et Pâtisserie

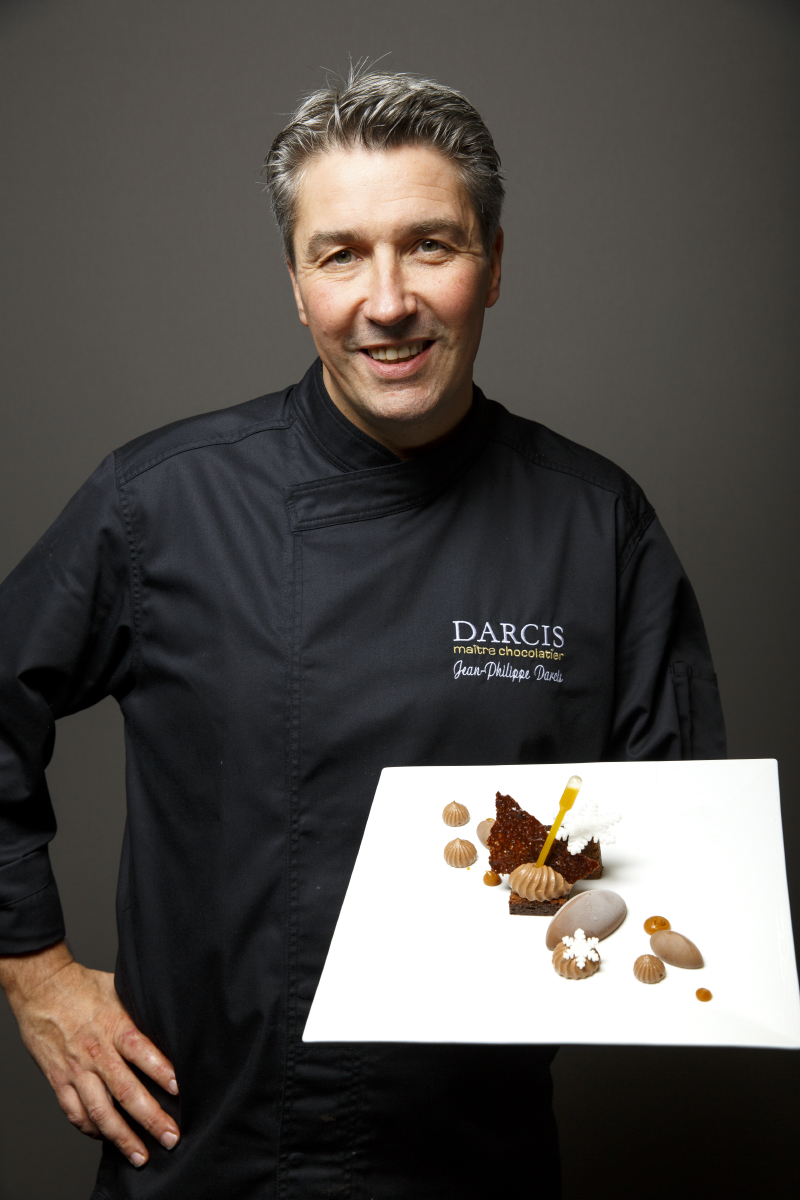
Jean-Philippe Darcis

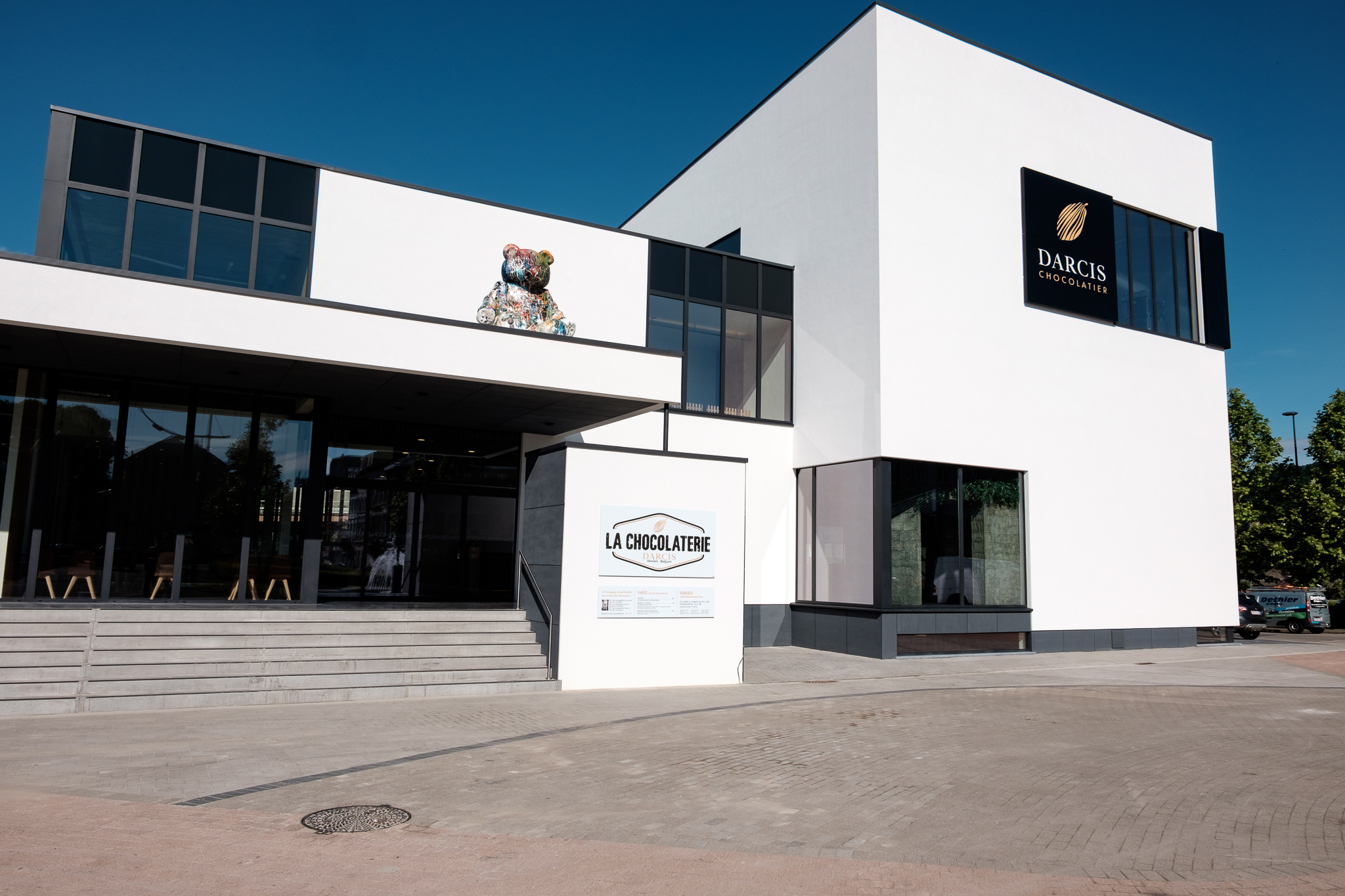
Darcis Zentrale Verviers

Darcis Chocolat et Pâtisserie ist ein Hersteller von Ursprungs-Schokoladen und Pâtisserie mit Stammsitz in Verviers, Belgien.

## Geschichte
Jean-Philippe Darcis gründete die Chocolaterie Darcis 1996 in der belgischen Wallonie, die Zentrale ist bis heute in Verviers. 2016 wurde eine neue Manufaktur mit Produktion, Verwaltung, Museum und Café im neuen Geschäftsviertel Crescent d’Eau eröffnet. Im Museum werden die Geschichte und der Prozess der Schokoladenherstellung anschaulich dargestellt.
Das Unternehmen beschäftigte im Jahr 2019 rund 50 Mitarbeiter. Neben einem Online-Shop besitzt das Unternehmen neun Verkaufsstellen in Belgien, weitere in Luxemburg und Taiwan sind geplant.

## Produkte
Die Manufaktur produziert ein Sortiment von Schokoladenprodukten, Patisserie und Brotwaren. Das Kerngeschäft von Darcis sind Bean-to-Bar-Tafelschokoladen, Bean-to-Bonbon-Pralinen und Macarons, daneben werden auch Schokoriegel, Trinkkakao, Patisserie, Brot, kandierte Früchte und andere Süßwaren verkauft. Die Ursprungs-Schokoladen stammen nach eigenen Angaben von ausgewählten Plantagen aus acht Anbaugebieten (Peru, Kuba, Ecuador, Venezuela, Mexiko, Kamerun, Madagaskar und Vietnam) und werden in der eigenen Manufaktur in kleinen Chargen geröstet, gemahlen, gewalzt, conchiert und in den Filialen oder online vertrieben.

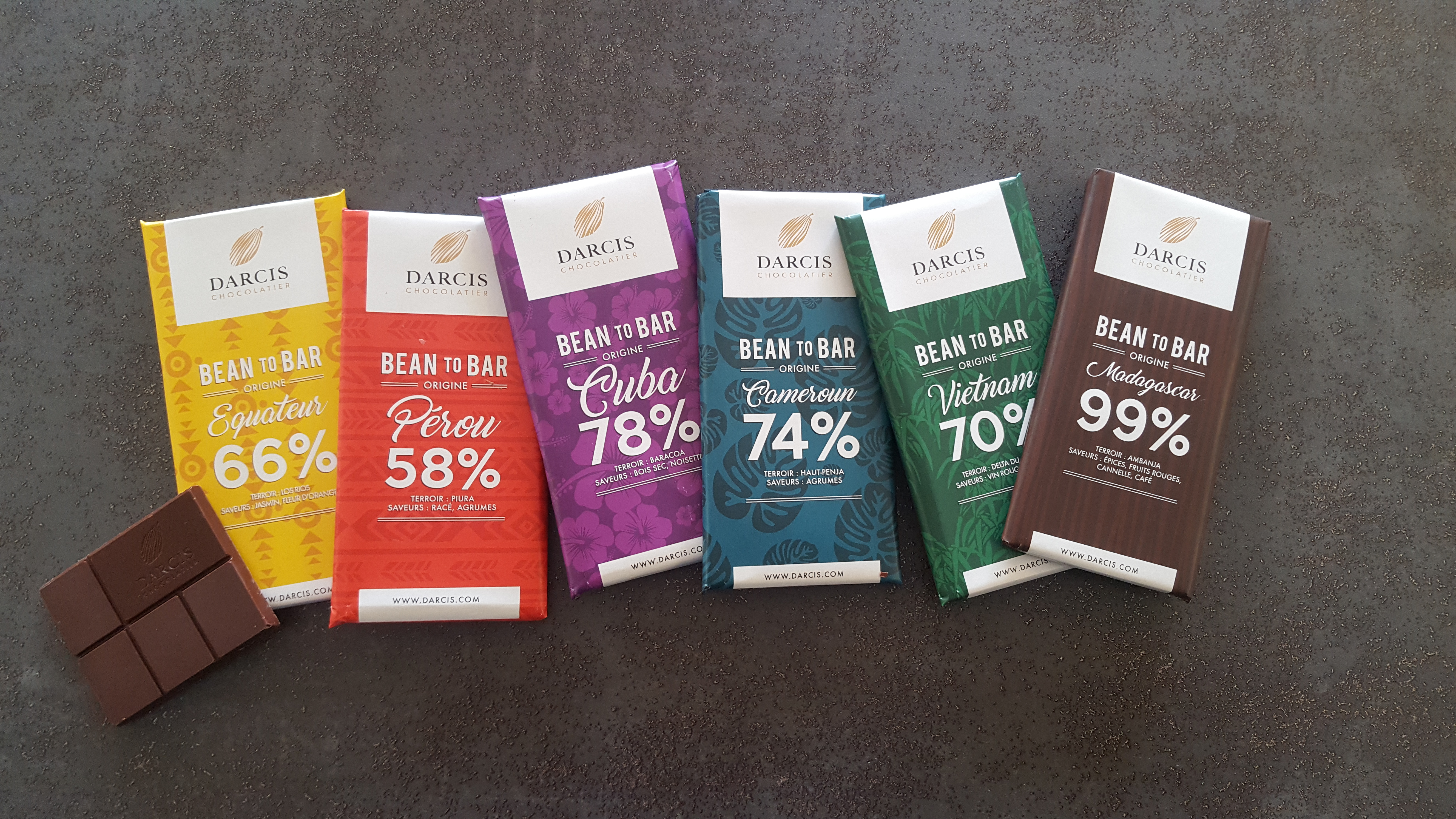

## Auszeichnungen
- 2001: Preis Prosper Montagné und Bestellung zum Botschafter der belgischen Schokolade
- 2002: Goldmedaille bei der Weltmeisterschaft in der Kategorie Schokolade
- 2015: 2 Goldmedaillen und 4 Bronzemedaillen bei den „International Chocolate Awards“
- 2016: 1 Goldmedaille, 1 Silbermedaille und 1 Bronzemedaille bei den "International Chocolate Awards"